# Penne (Pescara)
Penne – miejscowość i gmina we Włoszech, w regionie Abruzja, w prowincji Pescara.
Według danych na rok 2004 gminę zamieszkiwało 12 486 osób, 138,7 os./km².